# Orgel von St. Arnulf (Walsdorf)

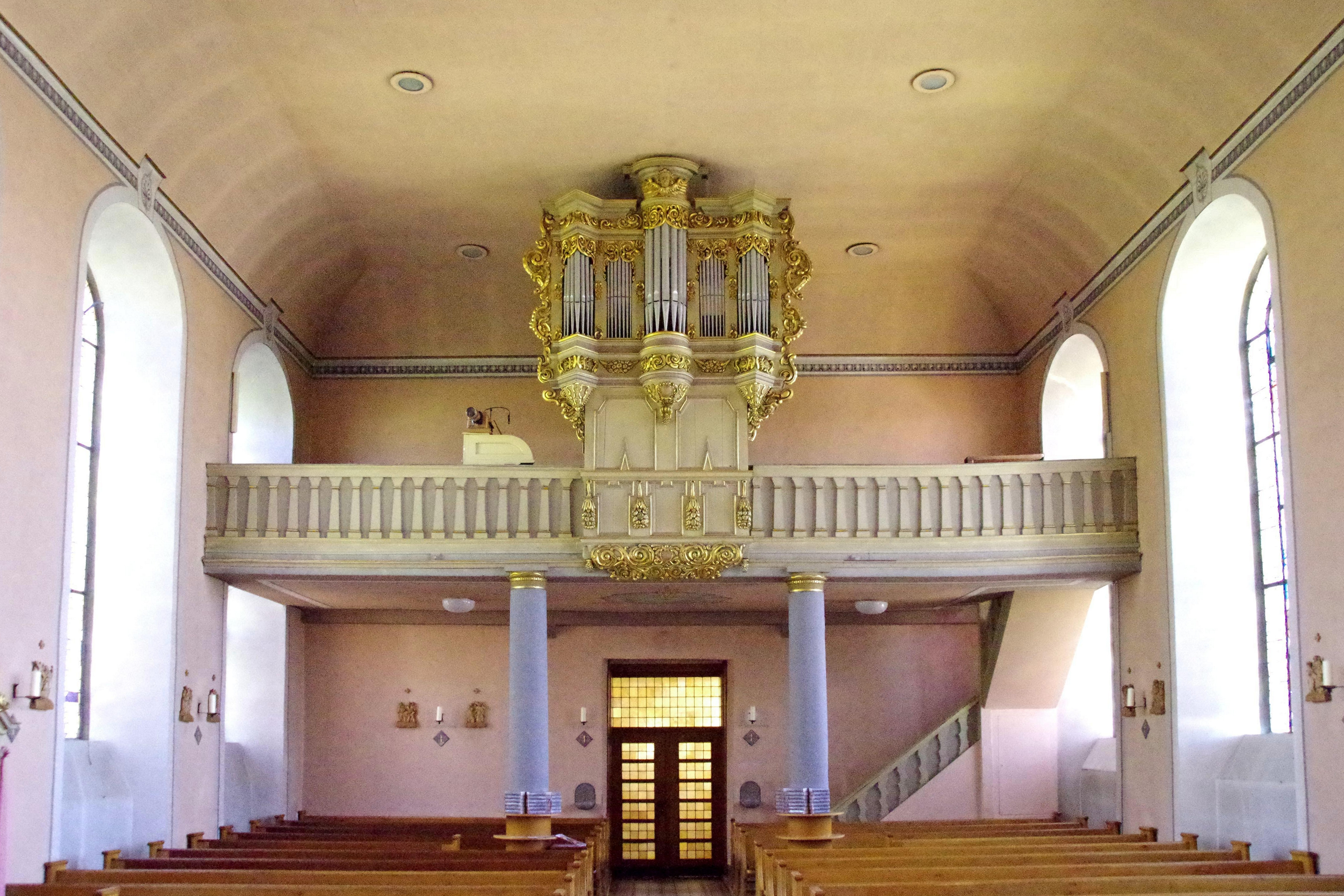
St. Arnulph (Walsdorf), Blick zur Orgelempore

Die Orgel der katholischen Pfarrkirche St. Arnulf in Walsdorf, einer Ortsgemeinde im Landkreis Vulkaneifel in Rheinland-Pfalz, wurde Ende des 17. oder Anfang des 18. Jahrhunderts von einem unbekannten Orgelbauer gebaut. Erhalten ist der reich verzierte Prospekt; das Innenwerk wurde 1906 durch Johannes Klais Orgelbau ersetzt. Das Instrument verfügt über zehn klingende Register, die auf zwei Manuale und Pedal verteilt sind.

## Geschichte und Technik
Der fünfteilige Orgelprospekt ist eine prachtvolle Holzarbeit im Stil des Barocks mit nichtklingenden Prospektpfeifen aus Zink. Der runde, überhöhte Mittelturm mit einem geflügelten Engelkopf wird von zwei hohen Flachfeldern flankiert, die mit den äußeren Spitztürmen und einem gemeinsamen Gesims vereint sind. Das vergoldete Knorpelwerk in den Schleierbrettern, den seitlichen Blindflügeln und in dem oberen und unteren Fries bildet einen Rahmen um das Obergehäuse. Das vorkragende Untergehäuse in der Brüstung hat kassettierte Füllungen, reich verzierte Konsolen, Fruchtgehänge und ohrmuschelartiges Knorpelwerk als unteren Abschluss.
Der Kunsthistoriker Ernst Wackenroder schrieb 1928: „Das mittlere Pfeifenbündel auf runden, die beiden seitlichen auf dreieckig vorspringenden Konsolen hochgezogen. Der Unterbau gut im Verhältnis, mit besonders gewählter Felderteilung, verziert mit hängenden Fruchtbündeln und einem reichen Sockelband. Der Kontur von Knorpelwerk begleitet.“
Die Orgel stammt aus dem Kloster Kalvarienberg in Ahrweiler, was eine Datierung des Prospekts um 1678–1680 nahelegt. Der Erbauer und die ursprüngliche Disposition sind unbekannt. Das Instrument wurde 1872 für 150 Taler nach Walsdorf verkauft, zwei neue Register eingebaut und der hinterspielige Spieltisch an die Seite verlegt. 1906 baute Klais aus Bonn als Opus 223 ein neues Werk mit pneumatischen Kegelladen in das bestehende Gehäuse ein, das nach hinten erweitert wurde. Der freistehende Spieltisch steht seitdem, vom Kirchenschiff aus gesehen, links in einem Winkel von 90° zum Instrument.
Letzter Stand ist eine Restaurierung durch Orgelbau Fasen in der Zeit um das Jahr 2000.

## Disposition
| I Hauptwerk C–f3 |                      |    |
| 1.               | Principal            | 8′ |
| 2.               | Flöte                | 8′ |
| 3.               | Gamba                | 8′ |
| 4.               | Octave               | 4′ |
| 5.               | Mixtur-Cornett II–IV |    |

| II Nebenwerk C–f3 |                 |       |
| 6.                | Bordun          | 8′    |
| 7.                | Flauto traverso | 8′    |
| 8.                | Nasat           | 2 ⁄3′ |

| Pedal C–d1 |           |     |
| 9.         | Subbass   | 16′ |
| 10.        | Oktavbass | 8′  |

- Koppeln: I/I Suboctavkoppel, II/I, I/P, II/P
- Spielhilfen: 4 feste Kombinationen (Piano, Mezzoforte, Forte, Tutti), Piano im Pedal